# Guido Carrillo
Guido Marcelo Carrillo (Magdelana, 25 april 1991) is een Argentijns voetballer die doorgaans als aanvaller speelt. Hij tekende in januari 2018 een contract tot medio 2021 bij Southampton, dat circa €22.000.000,- voor hem betaalde aan AS Monaco.

## Clubcarrière
Carrillo is afkomstig uit de jeugdacademie van Estudiantes. Op 2 juni 2011 maakte hij voor het eerst zijn opwachting in het eerste team hiervan, in de Argentijnse Primera División tegen CA Huracán. In zijn debuutseizoen kwam de aanvaller tot vier competitiewedstrijden. Op 18 september 2011 maakte hij zijn eerste doelpunt voor Estudiantes, in een competitiewedstrijd tegen Argentinos Juniors. Carrillo speelde uiteindelijk 119 competitiewedstrijden in vier seizoenen voor Los Pincharratas.
Carrillo tekende in juli 2015 een contract tot medio 2020 bij AS Monaco, de nummer drie van de Ligue 1 in het voorgaande seizoen. Het betaalde €8.800.000,- voor hem aan Estudiantes.

## Clubstatistieken
| Seizoen         | Club            | Competitie       | Competitie | Competitie | Beker | Beker | Internationaal | Internationaal | Totaal | Totaal |
| Seizoen         | Club            | Competitie       | Wed.       | Dlp.       | Wed.  | Dlp.  | Wed.           | Dlp.           | Wed.   | Dlp.   |
| --------------- | --------------- | ---------------- | ---------- | ---------- | ----- | ----- | -------------- | -------------- | ------ | ------ |
| 2010/11         | Estudiantes     | Primera División | 4          | 0          | 0     | 0     | 0              | 0              | 4      | 0      |
| 2011/12         | Estudiantes     | Primera División | 22         | 2          | 1     | 1     | —              | —              | 23     | 3      |
| 2012/13         | Estudiantes     | Primera División | 29         | 4          | 1     | 0     | —              | —              | 30     | 4      |
| 2013/14         | Estudiantes     | Primera División | 37         | 13         | 3     | 1     | —              | —              | 40     | 14     |
| 2014            | Estudiantes     | Primera División | 16         | 5          | 0     | 0     | 6              | 3              | 22     | 8      |
| 2015            | Estudiantes     | Primera División | 11         | 4          | 1     | 2     | 10             | 7              | 22     | 13     |
| Club totaal     | Club totaal     | Club totaal      | 119        | 28         | 6     | 4     | 16             | 10             | 141    | 42     |
| 2015/16         | AS Monaco       | Ligue 1          | 31         | 4          | 2     | 0     | 7              | 1              | 40     | 5      |
| 2016/17         | AS Monaco       | Ligue 1          | 19         | 7          | 4     | 1     | 8              | 0              | 31     | 8      |
| 2017/18         | AS Monaco       | Ligue 1          | 15         | 4          | 3     | 4     | 5              | 0              | 23     | 8      |
| Club totaal     | Club totaal     | Club totaal      | 65         | 15         | 9     | 5     | 20             | 1              | 94     | 21     |
| 2017/18         | Southampton     | Premier League   | 7          | 0          | 3     | 0     | —              | —              | 10     | 0      |
| Club totaal     | Club totaal     | Club totaal      | 7          | 0          | 3     | 0     | 0              | 0              | 10     | 0      |
| 2018/19         | → CD Leganés    | Primera División | 32         | 6          | 1     | 0     | —              | —              | 33     | 6      |
| Club totaal     | Club totaal     | Club totaal      | 32         | 6          | 1     | 0     | 0              | 0              | 33     | 6      |
| Carrière totaal | Carrière totaal | Carrière totaal  | 223        | 49         | 19    | 9     | 36             | 10             | 278    | 68     |

Bijgewerkt t/m 2 september 2018

## Erelijst
| Kampioen Ligue 1 | 1x | 2016/17 |